# Indywidualne Mistrzostwa Europy Juniorów na Żużlu 2015
Indywidualne Mistrzostwa Europy Juniorów na Żużlu 2015 – cykl zawodów żużlowych, mających wyłonić najlepszych zawodników indywidualnych mistrzostw Europy juniorów w sezonie 2015. Tytuł zdobył Duńczyk Anders Thomsen.

## Finał
- Silkeborg, 29 sierpnia 2015

| Msc. | Zawodnik                 | Kraj            | Pkt |             |  |
| ---- | ------------------------ | --------------- | --- | ----------- |  |
| 1    | Anders Thomsen           | Dania           | 14  | (3,2,3,3,3) |  |
| 2    | Nikolaj Busk Jakobsen    | Dania           | 13  | (3,1,3,3,3) |  |
| 3    | Bartosz Smektała         | Polska          | 12  | (3,3,1,2,3) |  |
| 4    | Maksym Drabik            | Polska          | 8   | (3,w,3,w,2) |  |
| 5    | Erik Riss                | Niemcy          | 8   | (1,3,1,3,0) |  |
| 6    | Andžejs Ļebedevs         | Łotwa           | 8   | (d,1,3,3,1) |  |
| 7    | John Lindman             | Szwecja         | 8   | (0,3,2,2,1) |  |
| 8    | Wiktor Kułakow           | Rosja           | 8   | (2,2,2,0,2) |  |
| 9    | Kacper Woryna            | Polska          | 7   | (2,3,w,d,2) |  |
| 10   | Adam Ellis               | Wielka Brytania | 7   | (1,1,2,w,3) |  |
| 11   | Victor Palovaara         | Szwecja         | 7   | (2,2,w,2,1) |  |
| 12   | Krystian Rempała         | Polska          | 7   | (2,2,w,1,2) |  |
| 13   | Zdeněk Holub             | Czechy          | 5   | (1,1,1,2,0) |  |
| 14   | Jesper Scharff           | Dania           | 3   | (0,0,2,1,0) |  |
| 15   | Ernest Koza              | Polska          | 3   | (1,0,0,1,1) |  |
| 16   | Mikkel B. Andersen       | Dania           | 0   | (w,0,t,0,0) |  |
|      | rez. Eduard Krčmář       | Czechy          | 0   | (0)         |  |
|      | rez. Jevgeņijs Kostigovs | Łotwa           | ns  |             |  |

## Bieg po biegu
1. Smektała, Rempała, Holub, Lindman
2. Drabik, Palovaara, Koza, Scharff
3. Jakobsen, Kułakow, Riss, Lebiediew (d4)
4. Thomsen, Woryna, Ellis, Andersen (w/u)
5. Smektała, Thomsen, Jakobsen, Scharff
6. Riss, Rempała, Ellis, Drabik (w/su)
7. Woryna, Kułakow, Holub, Koza
8. Lindman, Palovaara, Lebiediew, Andersen
9. Drabik, Kułakow, Smektała, Krcmar, Andersen (t)
10. Lebiediew, Scharff, Rempała (w/su), Woryna (w/u)
11. Jakobsen, Ellis, Holub, Palovaara (w/su)
12. Thomsen, Lindman, Riss, Koza
13. Lebiediew, Smektała, Koza, Ellis (w/u)
14. Thomsen, Palovaara, Rempała, Kułakow
15. Riss, Holub, Scharff, Andersen
16. Jakobsen, Lindman, Drabik (w/su), Woryna (d4)
17. Smektała, Woryna, Palovaara, Riss
18. Jakobsen, Rempała, Koza, Andersen
19. Thomsen, Drabik, Lebiediew, Holub
20. Ellis, Kułakow, Lindman, Scharff